# Рипалта Арпина
Рипа̀лта Арпѝна (на италиански: Ripalta Arpina, на местен диалект: Riultèla, Риултела) е село и община в Северна Италия, провинция Кремона, регион Ломбардия. Разположено е на 72 m надморска височина. Населението на общината е 997 души (към 2016 г.).